# Järeda socken
Järeda socken i Småland ingick i Aspelands härad och området ingår sedan 1971 i Hultsfreds kommun i Kalmar län och motsvarar från 2016 Järeda distrikt.
Socknens areal är 80,82 kvadratkilometer, varav land 77,53. År 2000 fanns här 743 invånare. Tätorten Järnforsen samt kyrkbyn Järeda med sockenkyrkan Järeda kyrka ligger i socknen. 

## Etymologi
Namnet (1337 Jaeritha) kommer från kyrkbyn. Förleden är taget från den intilliggande Järnsjön. Efterleden är ed, 'passage mellan eller utmed vatten'. Förhållandet mellan namnen är dock oklar.

## Administrativ historik
Järeda socken har medeltida ursprung.
Vid kommunreformen 1862 övergick socknens ansvar för de kyrkliga frågorna till Järeda församling och för de borgerliga frågorna till Järeda landskommun. Landskommunen uppgick 1952 i Virserums landskommun som fyra år senare blev Virserums köping. Hela området uppgick sedan 1971 i Hultsfreds kommun. Hemmanet Lavekulla överfördes 1886 till Karlstorps socken. 1956 åter del till Jönköpings län.
1 januari 2016 inrättades distriktet Järeda, med samma omfattning som församlingen hade 1999/2000.
Socknen har tillhört samma fögderier och domsagor som Aspelands härad. De indelta soldaterna tillhörde Smålands husarregemente, Vedbo skvadron, Överstelöjtnantens kompani och Kalmar regemente, Aspelands kompani.

## Geografi
Järeda socken ligger kring Emån. Socknen består av odlingsbygd i den smala ådalen och starkt kuperad skogsbygd med småsjöar däromkring.

## Fornlämningar
Kända från socknen är en hällkista och några boplatser från stenåldern, några gravrösen från bronsåldern samt ett litet gravfält från järnåldern.

### Fotnoter
1. 1 2  Svensk Uppslagsbok andra upplagan 1947–1955: Järeda socken
2. 1 2  Harlén, Hans; Harlén Eivy (2003). Sverige från A till Ö: geografisk-historisk uppslagsbok. Stockholm: Kommentus. Libris 9337075. ISBN 91-7345-139-8
3. ↑  Mats Wahlberg, red (2003). Svenskt ortnamnslexikon. Uppsala: Institutet för språk och folkminnen. sid. 156. Libris 8998039. ISBN 91-7229-020-X. https://isof.diva-portal.org/smash/get/diva2:1175717/FULLTEXT02.pdf
4. ↑  Kyrkoarkivet för  Järeda socken – Nationella arkivdatabasen, Riksarkivet
5. ↑  Administrativ historik för Järeda socken (Klicka på församlingsposten). Källa: Nationella arkivdatabasen, Riksarkivet.
6. 1 2  Sjögren, Otto (1931). Sverige geografisk beskrivning del 2 Östergötlands, Jönköpings, Kronobergs, Kalmar och Gotlands län. Stockholm: Wahlström & Widstrand. Libris 9939
7. 1 2  Nationalencyklopedin
8. ↑  Fornlämningar, Statens historiska museum: Järeda socken
9. ↑  Fornminnesregistret, Riksantikvarieämbetet: Järeda socken Fornminnen i socknen erhålls på kartan genom att skriva in sockennamn (utan "socken") i "Ange geografiskt område"